# Tribologie

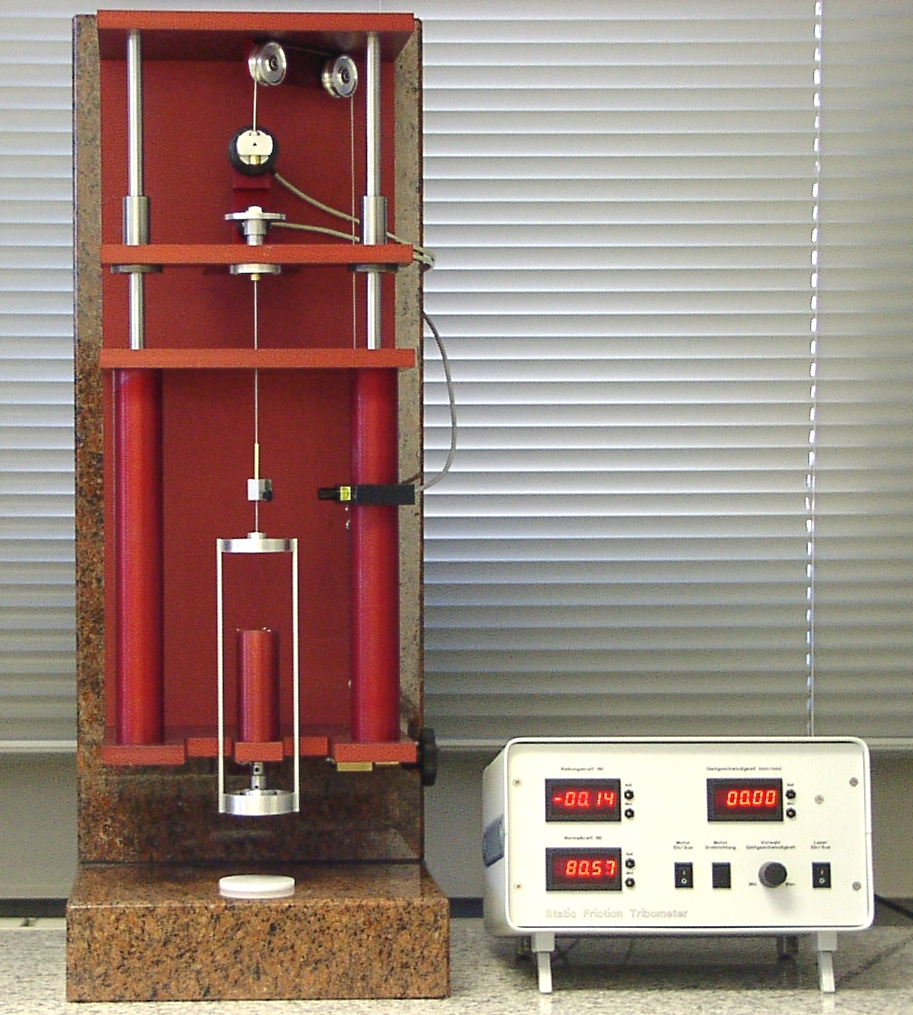
Statische wrijving tribometer (2006)

Tribologie, of wrijvingskunde, is de tak van de werktuigbouwkunde die onderzoek doet naar het gedrag van contactvlakken tussen alle mogelijke materialen onder diverse omstandigheden, zoals nat, droog, koud of warm. Belangrijke aspecten zijn: wrijving en slijtage en het beperken van wrijving en slijtage door smering.
Een voorbeeld van tribologisch onderzoek in de metaalkunde is de levensduuranalyse van lagers. Hierbij wordt onderzocht welke parameters allemaal invloed hebben op de levensduur, wat bijvoorbeeld belangrijk is bij het ontwikkelen van bedrijfsprocessen.
Duidelijk zal zijn dat gladde oppervlakken minder weerstand geven dan ruwe. Ruwheid is een begrip binnen de tribologie, en wordt uitgedrukt in micrometer met een hele reeks waarden, zoals Ra, {\displaystyle R_{x}}, Rh. Bijvoorbeeld, {\displaystyle R_{x}} is de reduced radius of curvature in de '{\displaystyle x}' richting. Algemeen gesproken is de reduced radius of curvature de parameter die de vorm karakteriseert van het contactvlak tussen elastische lichamen, die afhankelijk is van de vorm (kromming) van de met elkaar in contact staande lichamen.
Zo zal een gladde binnenzijde van een kookpan aanzienlijk minder aanbrandgevoelig zijn dan een grof geschuurde binnenwand. Ook zal de onderlinge vlakstand bepalen of er beweging of stilstand optreedt en of daarbij veel of weinig materiaal wordt los gewrikt of weggevreten, afhankelijk van de soort stof en het milieu.
Bekende merken apparatuur voor het meten van ruwheid zijn Mitutoyo, Mahr en Taylor Hobson.
Contactloze metingen zijn onder andere in de optica voor de lichtreflectie van belang.

## Geschiedenis
Historisch gezien was Leonardo da Vinci (1452-1519) de eerste die in 1493 twee wetten van wrijving beschreef in zijn notitieboekje (nu in het bezit van het Victoria and Albert Museum). Volgens da Vinci was de wrijvingsweerstand hetzelfde voor twee verschillende objecten van hetzelfde gewicht, ondanks dat die contactoppervakken hebben met verschillende breedtes en lengtes. Hij merkte ook op dat de kracht die nodig is om de wrijving te overwinnen verdubbelt wanneer het gewicht verdubbelt. Da Vinci's bevindingen bleven evenwel ongepubliceerd in zijn notitieboekjes.
Guillaume Amontons herontdekt de klassieke regels in 1699, maar, in tegenstelling tot da Vinci, maakte hij zijn bevindingen openbaar aan de Académie des sciences voor verificatie. Ze werden verder ontwikkeld door Charles-Augustin de Coulomb in 1785.
Charles Hatchett (1760-1820) voerde de eerste betrouwbare test op wrijvingslijtage door met behulp van een eenvoudige machine gouden munten heen en weer te wrijven om de slijtage te evalueren.